# Joe Carollo
Joe Carollo, né le 12 mars 1955, a été le maire de la ville de Miami en Floride, de 1996 à 1997, puis de 1998 à 2002. Né à Caibarién (Cuba) le 12 mars 1955, Carollo arrive à Miami à 15 ans, après avoir vécu à Chicago. Carollo fut le maire de Miami durant l'affaire Elián González. 
En tant que maire, Carollo fit des efforts pour garder l'enfant Elián González aux États-Unis, et critiquera le gouvernement américain et cubain voulant le ramener dans le pays d'origine. Carollo perdit à l'élection de 2001, face à Manny Diaz.